# Knoffenberg
Knoffenberg je 484 m vysoký vrch na území města Neustadt in Sachsen (místní část Langburkersdorf) v zemském okrese Saské Švýcarsko-Východní Krušné hory v Sasku.

## Charakteristika
Vrch leží v německé části Šluknovské pahorkatiny (Lausitzer Bergland) a její mesogeochoře Západní hornolužická vrchovina (Westliches Oberlausitzer Bergland). Geologické podloží tvoří dvojslídý hybridní granodiorit, který narušují žíly doleritu a porfyru. Převládajícím půdním typem je podzolová kambizem, kterou při vodních tocích doplňují gleje a pseudogleje. Většina svahů náleží k povodí Polenze; jižním sedlem protéká Otterbach, na severním svahu Treibbach a na severovýchodním svahu Langburkersdorfer Bach, který je považován za zdrojnici Polenze. Na jihovýchodním svahu pramení Frohnbach náležející k povodí Sebnice. Celý vrch tak patří k povodí Labe a k úmoří Severního moře. Většina vrchu je zalesněna jehličnatým lesem s převahou smrku ztepilého (Picea abies), část severovýchodního až jihovýchodního svahu je zemědělsky využívána. Sedlem mezi Knoffenbergem a Ungebergem (538 m) prochází zemská silnice S 154 a přes východní svah vede po historické cestě zvané Lindenweg (Lipová cesta) žlutě značená turistická trasa. Po severovýchodním svahu se až na sousední Döringsberg v délce asi 300 metrů táhne kamenná zeď nazývaná Scheuchenmauer. Pochází z počátku 18. století a sloužila pro vymezení hranic panství a jako bariéra pro pasoucí se dobytek.